# Ilgar Šaban ogly Džafarov
Ilgar Šaban ogly Džafarov (ázerb. İlqar Şaban oğlu Cəfərov, * 28. listopadu 1960, Kirovabad, Ázerbájdžánská sovětská socialistická republika) je ázerbájdžánský fotoreportér, zaměstnanec Státní informační agentury AzerTAj. Získal ocenění na mezinárodních fotografických soutěžích jako Russian Press Photo 2007, Clean World Austrian 2008, „Humor in Sport“, „Moscow 2009“ a další. Džafarovovy fotografie byly publikovány v knihách a katalozích, zrealizoval několik samostatných výstav fotografií v Ázerbájdžánu i v zahraničí. Je držitelem titulu Zasloužilý pracovník kultury Ázerbájdžánu.

## Životopis
Ilgar Džafarov se narodil 28. listopadu 1960 ve městě Kirovabad (Gjandža), kde vyrůstal. Jeho rodiče byli vědci a specialisté na pěstování bavlny. Ve věku 10 let dal jeho otec Džafarovovi svůj první fotoaparát Smena-8. Když Džafarov fotoaparát dostal, začal fotografovat vše kolem sebe. První zkušenosti získával v obchodě, kde často nakupoval chemikálie pro vyvolávání filmů a zpracování fotografií. Často tam chodili profesionální fotografové a Džafarov se jich vyptával. Na základě jejich doporučení a samostatného studia řemesla, se brzy zdokonalil a postupně začal získávat zakázky.
V roce 1983 Džafarov vystudoval Ázerbájdžánský zemědělský institut a potom fakultu fotožurnalistiky ve fotografickém centru Svazu novinářů SSSR v Moskvě.
Džafarovova profesionální kariéra začala v pětadvaceti letech. Ve třiceti pracoval jako fotoreportér na pobočce TASS v Baku. Od roku 1991 je Ilgar Džafarov fotoreportérem Ázerbájdžánské státní telegrafní agentury (nyní AzerTAdž).
Jako fotoreportér v AzerTAdž začal Ilgar Džafarov v roce 1992 fotografovat uprchlíky a vysídlené obyvatele, které se staly oběťmi války v Karabachu. Podle povahy své činnosti Džafarov často jezdil na služební cesty do stanových měst a příhraničních oblastí. Džafarov zvláště zmiňuje své první cesty do Šuša, Lachin, Fizuli, Aghdam a Khojaly. Tam Džafarov fotografoval děti, staré lidi, vojáky. Shromáždil celou sérii fotografií, které představil na své výstavě Krik duši (Pláč duše). Ilgar Džafarov fotografoval oběti masakru Khojaly.
Od roku 2007 Ilgar Džafarov získává ceny na mezinárodních fotografických soutěžích.
Dne 26. února 2010 byl Ilgar Džafarov dekretem prezidenta Ázerbájdžánu Ilhama Alijeva udělen titul Zasloužený pracovník kultury Ázerbájdžánské republiky.

## Úspěchy

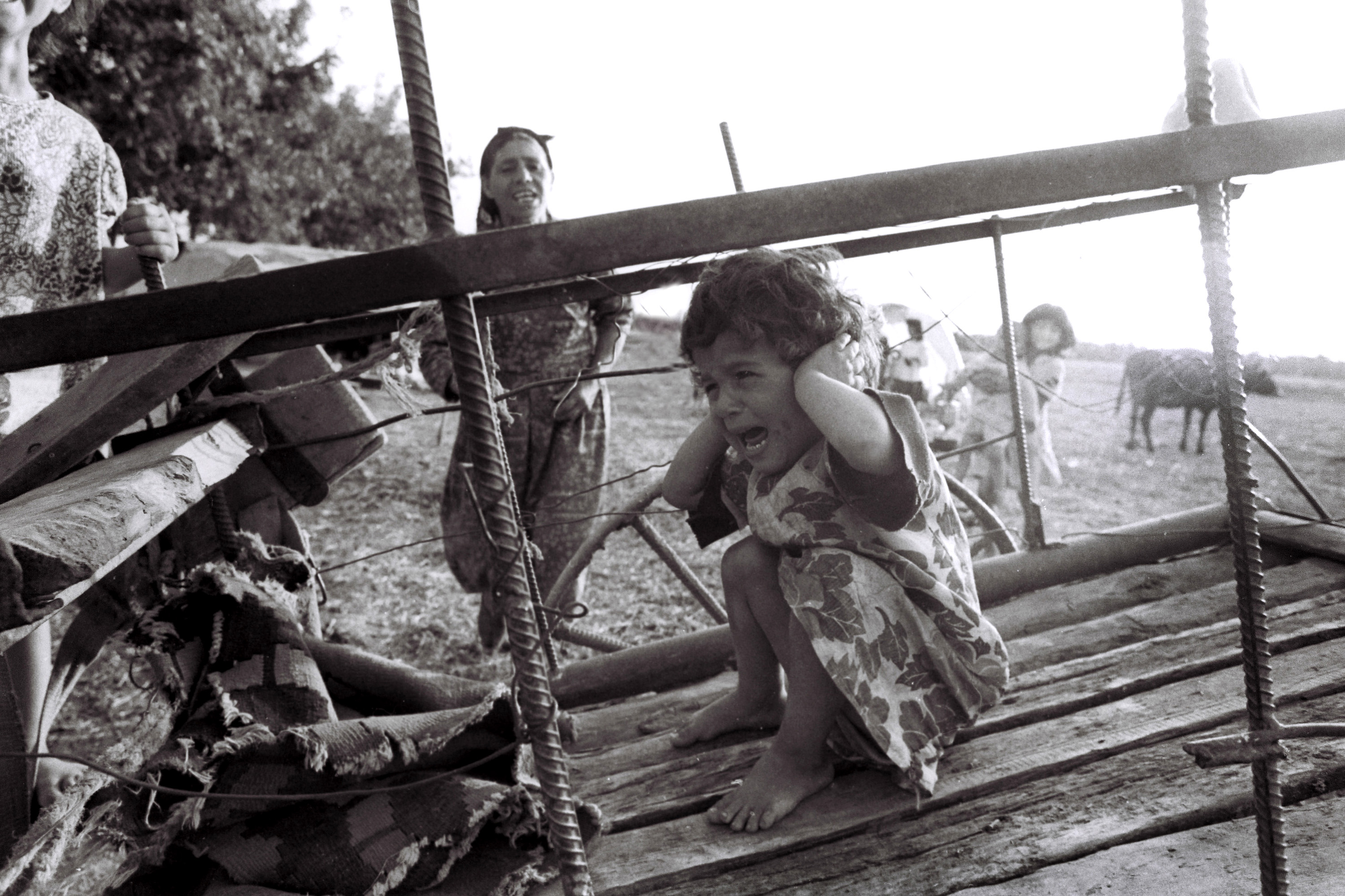
Fotografie, kterou Džafarov pořídil během války v Karabachu (ze série Pláč duše aneb neúspěšné dětství, za kterou byl v roce 2014 oceněn zlatou medailí na VII. Mezinárodním fotografickém bienále v Taškentu)

V roce 2009 získal Džafarov jednu z cen mezinárodní soutěže Nikon Photo Contest s názvem V srdci obrazu. Fotografie Džafarova, která zachytila evropského šampiona v kulturistice Vugara Verdieva pořízená během soutěže, obsadila druhé místo v nominaci Volný styl.
Ve dnech 9. – 10. února 2010 se ve výstavní síni Svazu umělců Ázerbájdžánu konala v souvislosti se čtrnáctým výročím založení Národního paralympijského výboru Ázerbájdžánu výstava fotografií na téma „Paralympijské okamžiky“. Výstava představila 100 děl Ilgara Džafarova, které byly pořízeny na paralympijských hrách v Pekingu v roce 2008.
V květnu 2014 na fotografické soutěži pořádané prezidentskou knihovnou Borise Jelcina „Naše olympiáda“ v nominacích „Rychleji! Výše! Silněji!„ a „Olympijské tradice Petrohradu“ se Džafarovova díla stala nejlepší z 1 500 fotografií zaslaných do této fotografické soutěže. V říjnu téhož roku se Ilgar Džafarov stal vítězem VII. mezinárodního bienále fotografií v Taškentu. Získal zlatou medaili za sérii fotografií „Pláč duše aneb neúspěšné dětství“ v nominaci „Nejlepší dokumentární fotografický seriál“. Fotografie, které do soutěže zaslal Džafarov, byly pořízeny během bojů v Karabachu.
Na mezinárodní fotografické soutěži „Love Story International Salon 2014“, která se konala pod záštitou FIAP v Rusku, získala práce Ilgara Džafarova Paralympijská láska čestné osvědčení od Mezinárodní asociace fotografů (UPI). Tento snímek byl pořízen v Aténách, Řecko, během paralympiády v září 2004.
V lednu 2015 byl v mezinárodním salonu digitálních fotografií v Srbsku (2. mezinárodní salon fotografie „Kula-Grand Prix 2014“) oceněna jeho fotografie „Zebry“ bronzovou medailí v kategorii „Černobílá fotografie“. Fotografie „Zebry“ byla pořízena na zahajovacím ceremoniálu mistrovství světa ve fotbale hráčů do 17 let v září 2012 na republikánském stadionu pojmenovaném po Tofik Bakhramov v Baku. V březnu téhož roku získal Ilgar Džafarov zlatou medaili na 1. Mezinárodního salonu fotografie „DONEGAL 2015“ za fotografii Čištění, která byla pořízena v březnu 2012 v areálu hotelu Fairmont Baku (1. mezinárodní salon fotografie „DONEGAL 2015“), který se konal v Irsku.
V prosinci 2015 zvítězila fotografie „Závody na kolech“, kterou pořídil Džafarov na paralympijských hrách v roce 2008, v kategorii „Novinářská fotografie“ mezinárodní fotografické soutěže „Bucovina Mileniul III“ konané pod záštitou FIAP v Rumunsku. Ve stejném měsíci byla jeho fotografie „V letu“, která zachytila gymnastu na 1. evropských hrách v Baku, oceněna stříbrnou medailí v nominaci „Muž“ na mezinárodní fotografické soutěži „ATM CIRCUIT 2015“ v Podgorici (Černá Hora).
Na začátku června 2016 získal Džafarovův snímek „Judisté“ pořízený během prvních evropských her v roce 2015 v Baku bronzový diplom Mezinárodní fotografické asociace mistrů světla v kategorii „Rozhodující okamžik“ na mezinárodní výstavě umělecké fotografie Goodlight-2016 v Srbsku. Na konci měsíce získal Ilgar Džafarov zlatou medaili Mezinárodní unie fotografů za práci „Trenér“ (pořízen během závěrečného zápasu hokejových národních týmů Kanady a USA v únoru 2014 na zimních olympijských hrách v Soči) a stříbrnou medaili arizonského fotoklubu (USA) za fotografii „Před startem“ (pořízené během zahajovacího ceremoniálu prvních evropských her a byla označena v srpnu 2015 čestnou stuhou Digital Photo Archive na mezinárodní fotografické soutěži v Chorvatsku) na první mezinárodní výstavě digitálních fotografií v Hongkongu. V září téhož roku byla Džafarovova fotografie „Geometrie života“, pořízená poblíž Centra Heydara Alijeva v Baku, oceněna Stužkou cti salonu v rámci mezinárodní fotografické soutěže DPW SUMMER CIRCUIT 2016, která se konala v srbském Aleksinasu.

## Galerie
Fotografie, které získaly mezinárodní ocenění:

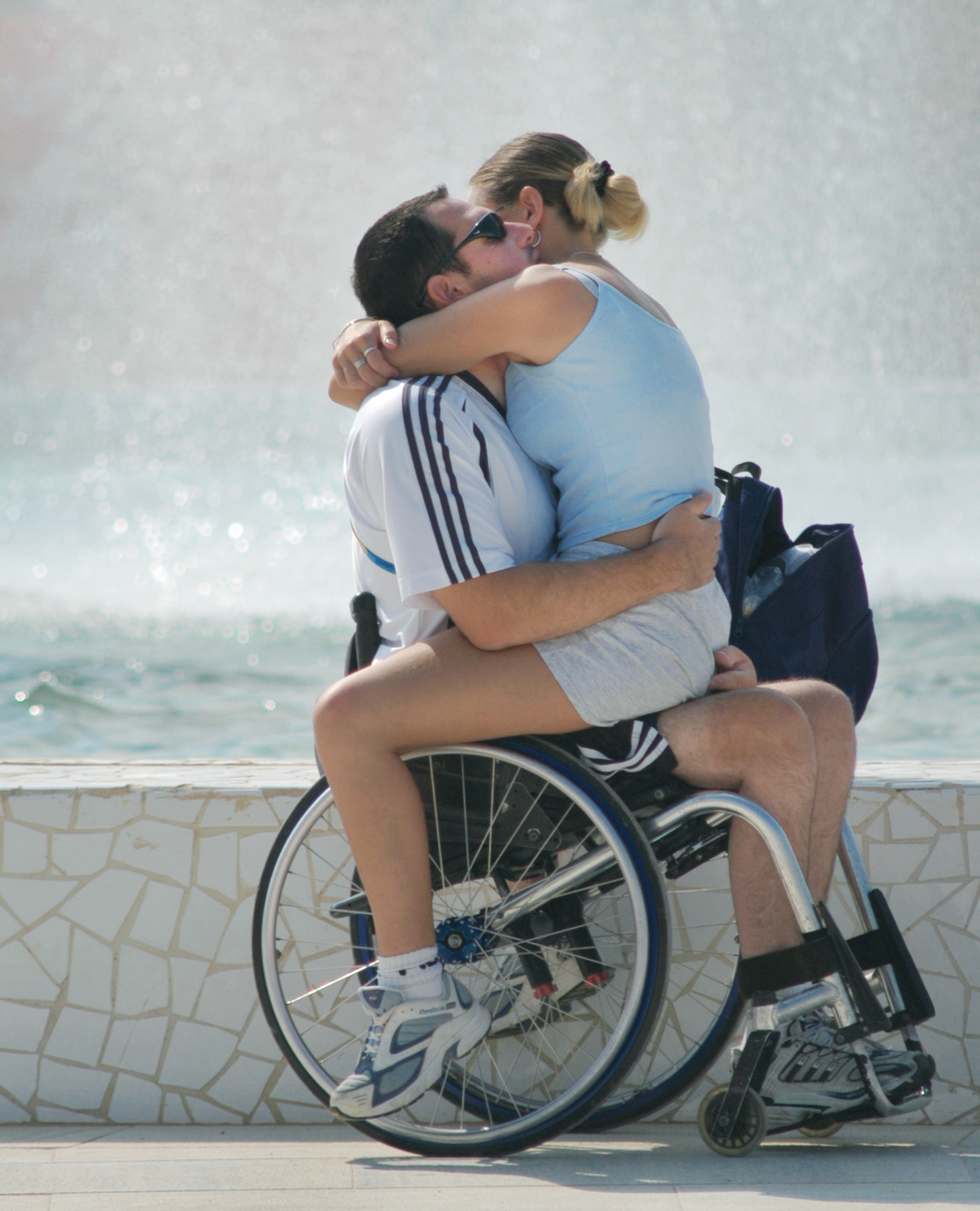
Fotografie Paralympijská láska oceněná v roce 2014 čestným certifikátem Mezinárodní asociace fotografů
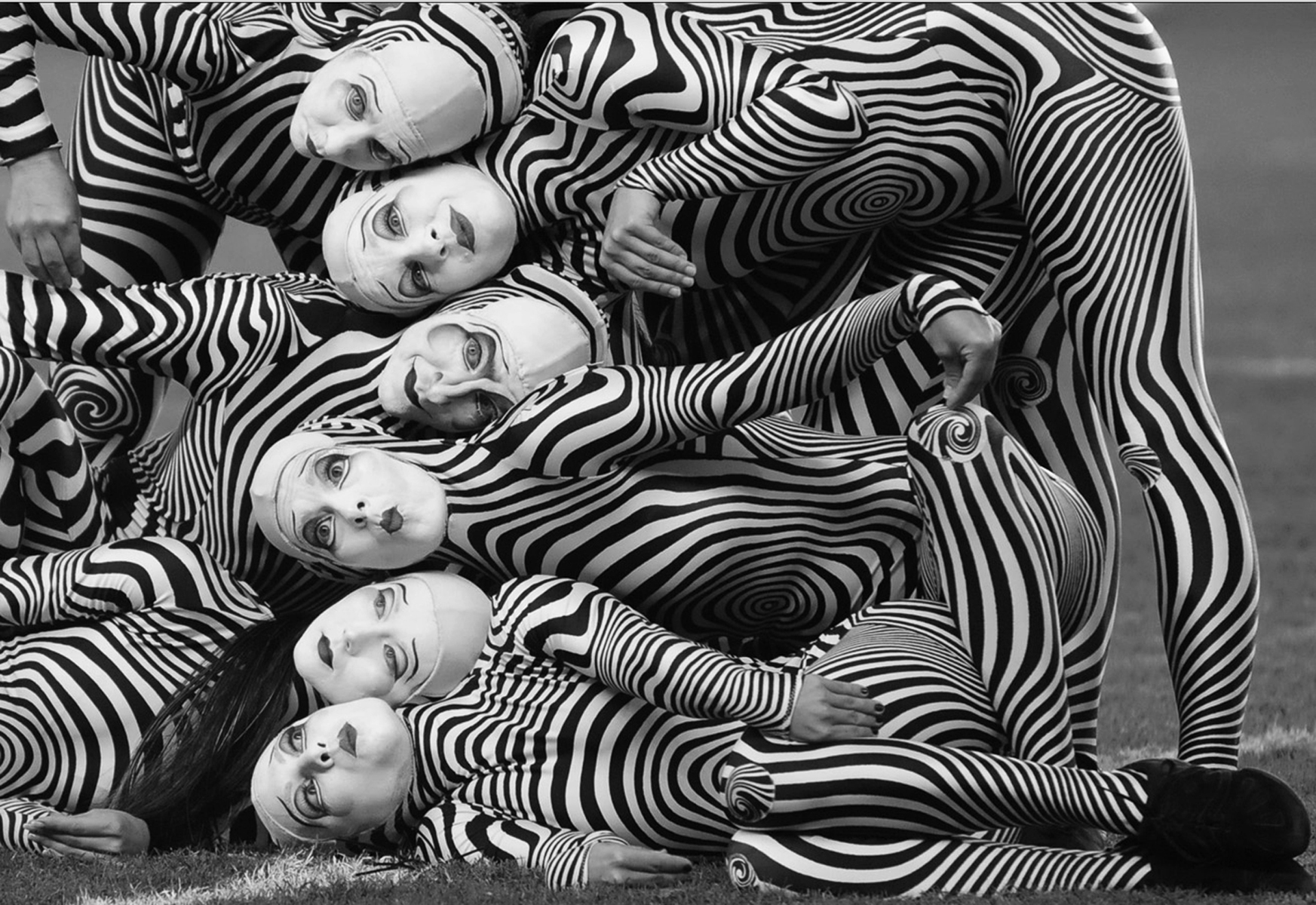
Fotografie Zebry, oceněná bronzovou medailí v roce 2015 na mezinárodním salonu digitálních fotografií v Srbsku
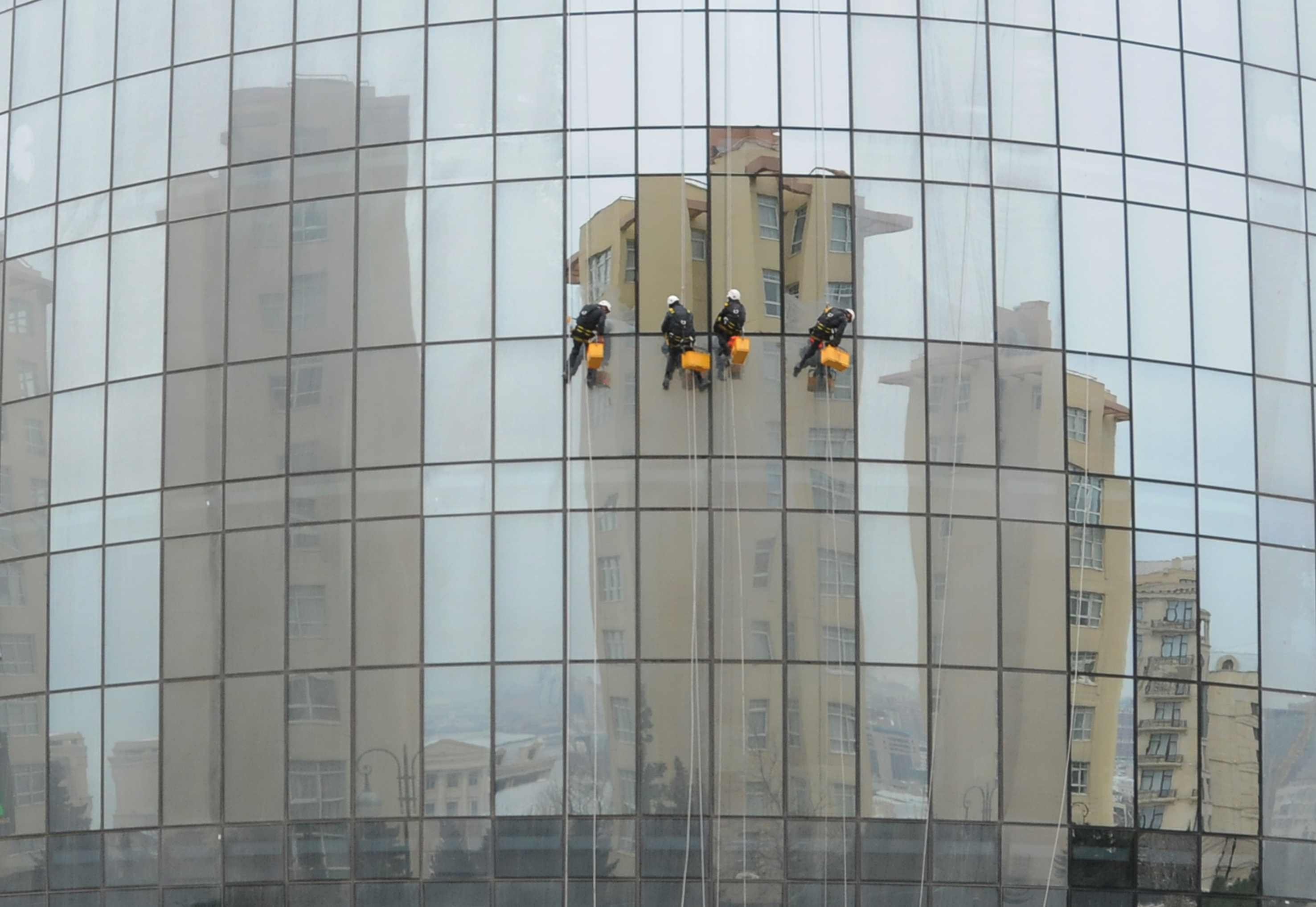
Fotografie Čištění oceněný v roce 2015 zlatou medailí I International Salon of Photography „DONEGAL 2015“ v Irsku